# 1001 album du måste höra innan du dör
1001 album du måste höra innan du dör (engelska: 1001 Albums You Must Hear Before You Die) är en bok av Robert Dimery som utgavs första gången 2005. Den består av korta artiklar om populärmusik från 1955 till 2000-talet, med tonvikt på amerikansk och brittisk musik, samt illustrationer av skivomslag. Den svenska utgåvan från 2008 innehåller även ett urval svenska album, utvalda av Lennart Persson.